# Samtgemeinde Ostheide
Die Samtgemeinde Ostheide ist eine Samtgemeinde im Landkreis Lüneburg in Niedersachsen. In ihr haben sich sechs Gemeinden zur Erledigung ihrer Verwaltungsgeschäfte zusammengeschlossen. Der Sitz der Verwaltung der Samtgemeinde ist in der Gemeinde Barendorf.

## Geografie

### Samtgemeindegliederung
Zur Samtgemeinde gehören die folgenden Mitgliedsgemeinden:
1. Barendorf
2. Neetze
3. Reinstorf
4. Thomasburg
5. Vastorf
6. Wendisch Evern

## Politik
Die Samtgemeinde gehört zum Landtagswahlkreis 48 Elbe und zum Bundestagswahlkreis 037 Lüchow-Dannenberg – Lüneburg.

### Samtgemeinderat
Der Samtgemeinderat Ostheide besteht aus 26 Ratsfrauen und Ratsherren. Dies ist die festgelegte Anzahl für eine Samtgemeinde mit einer Einwohnerzahl zwischen 10.001 und 11.000 Einwohnern. Die 26 Ratsmitglieder werden durch eine Kommunalwahl für jeweils fünf Jahre gewählt. Die aktuelle Amtszeit begann am 1. November 2021 und endet am 31. Oktober 2026.
Stimmberechtigt im Samtgemeinderat ist außerdem der hauptamtliche Samtgemeindebürgermeister Norbert Meyer (SPD; wiedergewählt 2021).
Der Samtgemeinderat setzt sich seit der letzten Kommunalwahl am 12. September 2021 folgendermaßen zusammen:
| Parteien und Wählergemeinschaften | Parteien und Wählergemeinschaften           | Stimmen 2021 | % 2021 | Sitze 2021 | Samtgemeindewahl 2021Wahlbeteiligung: 67,07 % 403020100 35,55 %35,10 %16,34 %9,87 %3,14 % SPDCDUGrüneUBOdBasisAnmerkungen:d Unabhängiges Bündnis Ostheide |
| SPD                               | Sozialdemokratische Partei Deutschlands     | 5.868        | 35,55  | 9          | Samtgemeindewahl 2021Wahlbeteiligung: 67,07 % 403020100 35,55 %35,10 %16,34 %9,87 %3,14 % SPDCDUGrüneUBOdBasisAnmerkungen:d Unabhängiges Bündnis Ostheide |
| CDU                               | Christlich Demokratische Union Deutschlands | 5.794        | 35,10  | 9          | Samtgemeindewahl 2021Wahlbeteiligung: 67,07 % 403020100 35,55 %35,10 %16,34 %9,87 %3,14 % SPDCDUGrüneUBOdBasisAnmerkungen:d Unabhängiges Bündnis Ostheide |
| GRÜNE                             | Bündnis 90/Die Grünen                       | 2.697        | 16,34  | 4          | Samtgemeindewahl 2021Wahlbeteiligung: 67,07 % 403020100 35,55 %35,10 %16,34 %9,87 %3,14 % SPDCDUGrüneUBOdBasisAnmerkungen:d Unabhängiges Bündnis Ostheide |
| UBO                               | Unabhängiges Bündnis Ostheide               | 1.629        | 9,87   | 3          | Samtgemeindewahl 2021Wahlbeteiligung: 67,07 % 403020100 35,55 %35,10 %16,34 %9,87 %3,14 % SPDCDUGrüneUBOdBasisAnmerkungen:d Unabhängiges Bündnis Ostheide |
| dieBasis                          | Basisdemokratische Partei Deutschland       | 519          | 3,14   | 1          | Samtgemeindewahl 2021Wahlbeteiligung: 67,07 % 403020100 35,55 %35,10 %16,34 %9,87 %3,14 % SPDCDUGrüneUBOdBasisAnmerkungen:d Unabhängiges Bündnis Ostheide |
| Gesamt                            | Gesamt                                      | 16.507       | 100,0  | 26         | Samtgemeindewahl 2021Wahlbeteiligung: 67,07 % 403020100 35,55 %35,10 %16,34 %9,87 %3,14 % SPDCDUGrüneUBOdBasisAnmerkungen:d Unabhängiges Bündnis Ostheide |
| Wahlbeteiligung in %              | Wahlbeteiligung in %                        | 67,07        | 67,07  | 67,07      | Samtgemeindewahl 2021Wahlbeteiligung: 67,07 % 403020100 35,55 %35,10 %16,34 %9,87 %3,14 % SPDCDUGrüneUBOdBasisAnmerkungen:d Unabhängiges Bündnis Ostheide |

### Samtgemeindebürgermeister
Hauptamtlicher Samtgemeindebürgermeister der Samtgemeinde Ostheide ist seit 2006 Norbert Meyer (SPD). Bei der letzten Bürgermeisterwahl am 12. September 2021 wurde er als Amtsinhaber mit 52,4 % der Stimmen wiedergewählt. Sein Gegenkandidat Karsten Johansson (CDU) erhielt 33,9 %. Die Wahlbeteiligung lag bei 67,1 %. Meyers dritte Amtszeit läuft vom 1. November 2021 bis zum 31. Oktober 2026.

### Wappen
Das Wappen der Samtgemeinde Ostheide zeigt in Gold einen blauen, schrägrechten Wellenbalken, unten einen grünen sechsblättrigen Eichenzweig, der von zwei schwarzen, schräg gekreuzten Giebelbrettern mit einwärtsgewendeten Pferdeköpfen überdeckt wird, oben eine schwarze Elchschaufel.

### Gemeindepartnerschaften
- Kanton Criquetot-l’Esneval in Frankreich, seit 1979
- Chojniki in Belarus, seit 1995